# Cantares gallegos
La publicació de Cantares Gallegos per Rosalía de Castro va ser el 17 de maig de 1863 a Vigo, la data que marca la referència per a la celebració del Dia de les Lletres Gallegues. Es una obra que està molt influenciada per les càntigues populars gallegues.
En els poemes es desenvolupen temes que reflecteixen la societat rural en la que va viure Rosalía. Es troben poemes costumbristes, amb un fort caràcter descriptiu, encara que també hi ha poemes amorosos, socials i intimistes. Aquests cantars signifiquen el renaixement de la literatura gallega, l'autora dignifica la llengua i mostra que és possible escriure literatura en gallec. La autora es la veu lírica de la seva pàtria abandonada. En l'obra es conserva un testimoni contra la depressió del poble amb el fi de que sigui un orgull per a la gent del camp, així com un acte de memòria per a tots els destinataris.

## Pròleg i referències
En el pròleg l'escriptora presenta un projecte important amb una visió que perduri per sempre i que dignifiqui Galicia. Un viatge pel territori gallec ens dona una reflexió sobre la raó positiva dels camperols i dels mariners, un orgull de la natura gallega: les descripcions de les muntanyes, del camp, del mar, creen un paisatge que descriu una realitat i a la vegada mostren un sentiment de sudade. L'autora tracta de defensar la seva nació i crear una unió profunda amb la pàtria gallega: vol recuperar la llengua, el poble i la seva terra. El motiu és el paisatge, una Galicia fresca, verda i marinera, per a crear així un imaginari. Quan tracta allò polític, enfoca els seus pensaments profunds sobre la emigració. La veu femenina té autonomia de pensament, una equivalència per a confrontar-se a la injustícia i al mateix temps representar al poble gallec.
Els pròlegs en l'obra de Rosalía de Castro s'inicien amb el que pertany a la seva obra: La hija del mar. En aquest pròleg, l'escriptora demana disculpes per allò que en el segle xix es vedaba a les dones, pel simple fet de ser-ho, que era escriure un llibre. el recurs de la captatio benevolientae es converteix en un recurs amb una traça irònica. L'esperit crític de Rosalía es manifesta sobretot en els pròlegs i no tant en la mateixa obra, característica que trobem també a Cantares Gallegos, ja que en aquest no parla de la seva condició inferior com a dona respecte a l'home, però si que parla d'aquesta mateixa inferioritat però aplicada al poble gallec.
Els pròlegs de Rosalía introdueixen al lector en la motivació de l'autora per escriure, tenen una funció aclaratoria. Es una part íntima, de manifest personal i una altra de manifest civil i literari. És degut a això que dins l'autora creix una incondicional identificació amb la cultura i la forma de ser del poble gallec. Així que provoca en ella un rebuig total d'aquesta opinió negativa sobre Galicia. I, sorgeix en ella una necessitat de combatre-la i desenmascarar-la com prejudici sense fonament. En el pròleg de Follas Novas es descobreix una gran diferència amb el pròleg de Cantares Gallegos, que passa del problema general que té el poble gallec a un problema particular amb la dona gallega i al de la propia expressió del seu dolor.

## Veus femenines
L'obra presenta una estructura circular al iniciar la composició on pren la veu una jove a la que conviden a cantar i finalitza amb aquesta mateixa jove. Rosalía de Castro transfereix la seva veu poètica a aquesta jove, per tant serà ella i no l'autora directament la que s'expressarà i sobre ella mateixa i sobre el món que l'envolta. En certs moments se cedeix la paraula a diferents personatges populars gallecs igual que també la veu lírica pren la paraula, és a dir la meniña gaiteira. Es pot interpretar el jo líric que presenta la poeta amb la intenció aparèixer com un personatge popular més, deixant constància de la seva pertinença a la comunitat rural.

### “Campanas de Bastavales”
“Campanas de Bastavales” és un poema en primera persona, que relata el camí d'una dona cap a Bastavales i la impressió que li produeix sentir el so de les campanes. Aquestes marquen els moments de soledat que s'expliquen al llarg del poema. Arribat aquest moment la dona s'asseu a una pedra a esperar que surti la lluna i pensa en que preciós seria que pogués parlar amb ella i explicar-li coses. A la composició estan presents dos temes recurrents a l'obra de Rosalía: la natura i saudade. Aquest poema junt amb “Como chove miudiño”, son els dos últims poemes que tenen una temàtica intimista, la poema expressa les seves vivències i records. Descobrim, a través del poema un viatge personal, en forma de monòleg, d'un subjecte de soledat i tristesa: les experiències del viatge d'una dona separada de la seva nació. La mètrica i els recursos estilístics del poema tenen una arrel popular; les estrofes segueixen el model mètric del cant popular.
Corre o vento, o río pasa;
corren nubes, nubes corren
camiño de miña casa.
Miña casa meu abrigo:
vanse a todos, eu me quedo
sin compaña, nin amigo.
Eu me quedo contemprando
as laradas das casiñas
por quen vivo suspirando.
Ven a noite…, morre o dia,
as campanas tocan lonxe
o tocar da Ave María.

## Naixement de Cantares Gallegos
Rosalía de Castro té un pla cultural i polític, vol enaltir la bellesa de la seva terra utilitzant la seva llengua, la llengua gallega, perquè perduri i que els poemes es converteix en un model històric i literari de Galicia. També suposa el inici d'una nova època per a les lletres gallegues, neix: una literatura nacional escrita en llengua gallega. Es presenta la situació dels camperols per a reconèixer les identitats. Els versos inspiren un viatge únic d'alegria i melancolia. Les rimes creen una sensació musical que es converteix en un himne simbòlic. Al llarg de l'obra existeix una veu femenina forta i emocional que ens explica un episodi important de la història de Galicia.

### “Has de cantar”
En el poema inicial: “Has de cantar”, la veu lírica inicia la seva posició en l'obra com mare de tots els gallecs. Tenim la representació del repertori popular gallec, la música i el contingut del cant creen una unió per excel·lència. Podem reconèixer un discurs literari i també el protagonisme de la dona. Es tracta de cantar sobre Galicia i per a Galicia. Defendre la nació i escriure en la llengua pròpia: el gallec. Aquest poema crea un marc important per a l'obra, “has de cantar” que te la seva referència al final de l'obra en un poema recapitulador: “Eu cantar, cantar, cantei”. Es descobreix una acumulació de paraules de l'esfera domèstica per a conèixer l'estil de vida de les dones i el paisatge. En els moments d'alegria, es troba una base de patiment, marcat per un ritme musical.

### “Alborada”
Cap al final de l'obra, en el poema: “Alborada”, indica una alegria amb ambient festiu i protagonisme de “meniñas” on ens recorda al primer poema. Els poemes tenen una base d'elements diferents, com el ambient festiu i el caràcter folclòric. El final de “Alborada” ens mostra el concepte literari i polític, on exposa tots els seus sentiments, l'esperança i el progrés cultural que desitja per a la comunitat gallega. Els Cantares Gallegos: una glòria per a Galicia, per a fer néixer els sentiments patriòtics en la veu femenina.

## La recreació artística del cant
El text està influenciat pel cant, el ritme i la música. El cant és un procés important de sacralització i de testimoni, però també es un símbol del poble gallec, amb aquesta obra s'obre una tradició de cant folclòric. Es troba una part lírica on la literatura té una identitat pròpia, on es demostra la llibertat de la paraula. El cant es un acte complet, la responsabilitat de cantar i d'escriure, per a no oblidar l'herència del que s'ha viscut.

## L'emigració i la crueltat
- “Castellanos de Castilla”

S'observa que els versos inicials tenen una estructura d'una càntiga popular marcada en cursiva. Continua elaborant una glosa, un procediment que apareix en la majoria de composicions de cantars.
El poema presenta una estructura narrativa, ja que explica un fet real: la participació dels gallecs en la sega de Castella. Es troba una defensa d'una dona gallega: que mostra la seva força política i per una altra banda una dona amb una gran poètica patriòtica. Es descobreix una menció del conflicte entre gallecs pobres i castellans rics. L'autora aborda el tema sobre el maltracte, l'oposició “rosas/negros” i la relació de Castella amb Galicia.
Cando van, van como rosas;
Cando vén, vén como negros...
Aqui es refereix al fet que tornaven a Galicia amb un to de pell bastant més fosc, degut al excès de treball sota el sol. També parla amb un to més romàntic, de com vol que torni algú que sembla bastant important per a ella, que també ha patit aquesta situació a Castella. Els versos expressen el lament cap als gallecs que marxen a Castella, que reberen un tracte vexatori i que tornen igual de pobres que van marxar, però amb un aspecte bastant més demacrat a causa dels treballs físics que realitzaren durant la seva estada.
Aquest és un poema amb un gran caràcter reivindicatiu, també crida l'atenció com Rosalía de Castro ho expressa amb una llengua col·loquial, amb diferents vulgarismes.
Castellanos de Castilla,
Tratade ben ós gallegos...
L'autora obre el poema amb aquests quatre versos, i ho tanca amb els mateixos. En el cent versos que segueix, Rosalía de Castro posa veu a una dona d'una aldea que deplora el tracte de Castella cap al seu estimat, un tracte tan dur que el porta fins a la mort.
Tot allò castellà és desqualificat: el paisatge, la gent, etc. En aquest poema hem de posar-nos en la pell de la jove enamorada.
- “Adiós ríos, Adiós fontes”

En aquest poema, el personatge que parla es un emigrant que està a punt d'embarcar cap a Amèrica i que es despedeix de la seva terra natal. Descriu una situació que van haver d'afrontar molts gallecs durant la segona meitat del segle xix.
El tema del poema es l'amor a la pàtria: l'emigrant està trist perquè ha d'abandonar la seva terra. És per a aquest motiu que descriu amb molt detall el paisatge i la natura d'aquest lloc.
Es descobreix a “Castellanos de Castilla” i “Adiós ríos, adiós fontes”, la contraposició d'experiències sobre un mateix tema, la emigració- aquells que marxen, i que no troben el que van anar a buscar- junt a aquells que es queden- les dones, que viuen en un etern dubte, i una impotència de no saber res i no poder fer res per aquells que han marxat. Tot això, junt amb el dolor que causa veure que han tractat malament als teus éssers estimats, quan aquests tornen. Per una altra banda, a “adiós ríos, adiós fontes”, podem veure la nostàlgia d'aquells que estan a punt de marxar i que no saben quin futur els espera en el seu lloc de destí, així com la nostàlgia d'haver de marxar d'una terra que estimen i que trobaran a faltar.
- “Cuento de Vidal”

Aquest també és un poema on apareix la temàtica de l'emigració. Es pot descriure al personatge com un dels molts emigrants que viuen sense casa i sense terra natal; parla d'aquells emigrants que estan buscant el seu origen i nació. Vidal treballa en un poble estranger i pateix, se sent molt sol i abandonat pel amor, pobre tant moralment com físicament. La problemàtica de l'obra recorre el discurs del abandonament de la terra gallega dins de la tristesa i de la misèria.
Tina por casa un cortellino escuro
Tina por leito o chan humedecido,
Por cubirtor a nece e vento duro
Que entraba polas fendas arresido.
Tina o sustento escaso e mal seguro
Que dan de porta en porta o que e perdido,
Que asi lle din con bulra non escassa
O que por probe neste mundo pasa.